# Ferayina
Ferayina es un género de foraminífero bentónico de la familia Chapmaninidae, de la superfamilia Rotalioidea, del suborden Rotaliina y del orden Rotaliida. Su especie tipo es Ferayina coralliformis. Su rango cronoestratigráfico abarca el Luteciense (Eoceno medio).

## Clasificación
Ferayina incluye a las siguientes especies:
- Ferayina coralliformis †
- Ferayina peruviana †